# Division nationale (Schach) 2002/03
Die Division nationale (Schach) 2002/03 war die höchste Spielklasse der luxemburgischen Mannschaftsmeisterschaft im Schach.
Meister wurde zum achten Mal in Folge Gambit Bonnevoie. Aus der Promotion d'honneur waren Cercle d'échecs Matt Schifflange und Les pions Perlé aufgestiegen. Während Schifflange den Klassenerhalt erreichte, musste Perlé zusammen mit der zweiten Mannschaft von Le Cavalier Differdange direkt wieder absteigen. Zu den gemeldeten Mannschaftskadern siehe Mannschaftskader der Division nationale (Schach) 2002/03.

## Modus
Das Turnier war unterteilt in eine Vorrunde und eine Endrunde. Die acht teilnehmenden Mannschaften spielten zunächst ein einfaches Rundenturnier. Die ersten Vier spielten im Poule Haute um den Titel, die letzten vier im Poule Basse gegen den Abstieg. Über die Platzierung entschied zunächst die Summe der Mannschaftspunkte (2 Punkte für einen Sieg, 1 Punkt für ein Unentschieden, 0 Punkte für eine Niederlage), anschließend die Zahl der Brettpunkte (3 Punkt für einen Sieg, 2 Punkte für ein Remis, 1 Punkt für eine  Niederlage, 0 Punkte für eine kampflose Niederlage). Für die Endplatzierung wurden sowohl die Punkte aus der Vorrunde als auch die Punkte aus der Endrunde berücksichtigt.

## Spieltermine
Die Wettkämpfe wurden ausgetragen am 20. Oktober, 17. November, 1. und 15. Dezember 2002, 5. und 19. Januar, 2. und 9. Februar, 9. und 23. März 2003.

## Vorrunde
Wie in den Vorjahren qualifizierten sich Gambit Bonnevoie, Le Cavalier Differdange, Cercle d'échecs Dudelange und De Sprénger Echternach für den Poule Haute.

### Abschlusstabelle
| Pl. | Verein                                 | Sp | G | U | V | MP   | Brett-P. |
| --- | -------------------------------------- | -- | - | - | - | ---- | -------- |
| 01. | Gambit Bonnevoie (M)                   | 7  | 7 | 0 | 0 | 14:0 | 141      |
| 02. | De Sprénger Echternach                 | 7  | 5 | 0 | 2 | 10:4 | 127      |
| 03. | Le Cavalier Differdange I. Mannschaft  | 7  | 5 | 0 | 2 | 10:4 | 125      |
| 04. | Cercle d'échecs Dudelange              | 7  | 5 | 0 | 2 | 10:4 | 124      |
| 05. | Le Cavalier Belvaux                    | 7  | 3 | 0 | 4 | 6:8  | 107      |
| 06. | Cercle d'échecs Matt Schifflange (N)   | 7  | 2 | 0 | 5 | 4:10 | 104      |
| 07. | Le Cavalier Differdange II. Mannschaft | 7  | 1 | 0 | 6 | 2:12 | 95       |
| 08. | Les pions Perlé (N)                    | 7  | 0 | 0 | 7 | 0:14 | 58       |

### Entscheidungen
|     | Teilnehmer am Poule Haute: Gambit Bonnevoie, De Sprénger Echternach, Le Cavalier Differdange I. Mannschaft, Cercle d'échecs Dudelange     |
|     | Teilnehmer am Poule Basse: Le Cavalier Belvaux, Cercle d'échecs Matt Schifflange, Le Cavalier Differdange II. Mannschaft, Les pions Perlé |
| (M) | Meister der letzten Saison |
| (N) | Aufsteiger der letzten Saison |

### Kreuztabelle
| Ergebnisse | Ergebnisse                             | 01. | 02. | 03. | 04. | 05. | 06. | 07. | 08. |
| ---------- | -------------------------------------- | --- | --- | --- | --- | --- | --- | --- | --- |
| 01.        | Gambit Bonnevoie                       |     | 18  | 17  | 20  | 21  | 22  | 21  | 22  |
| 02.        | De Sprénger Echternach                 | 14  |     | 14  | 19  | 18  | 23  | 18  | 21  |
| 03.        | Le Cavalier Differdange I. Mannschaft  | 15  | 18  |     | 15  | 18  | 18  | 19  | 22  |
| 04.        | Cercle d'échecs Dudelange              | 12  | 13  | 17  |     | 19  | 21  | 18  | 24  |
| 05.        | Le Cavalier Belvaux                    | 8   | 14  | 14  | 13  |     | 17  | 19  | 22  |
| 06.        | Cercle d'échecs Matt Schifflange       | 10  | 9   | 14  | 11  | 15  |     | 21  | 24  |
| 07.        | Le Cavalier Differdange II. Mannschaft | 11  | 14  | 13  | 14  | 13  | 11  |     | 19  |
| 08.        | Les pions Perlé                        | 9   | 10  | 9   | 7   | 10  | 0   | 13  |     |

## Endrunde

### Poule Haute
Bonnevoie ging mit vier Punkten Vorsprung in die Endrunde, so dass die Titelverteidigung eine reine Formsache war.

#### Abschlusstabelle
| Pl. | Verein                                | Sp | G | U | V | MP    | Brett-P. |
| --- | ------------------------------------- | -- | - | - | - | ----- | -------- |
| 01. | Gambit Bonnevoie (M)                  | 10 | 9 | 0 | 1 | 18:2  | 195      |
| 02. | De Sprénger Echternach                | 10 | 7 | 0 | 3 | 14:6  | 176      |
| 03. | Le Cavalier Differdange I. Mannschaft | 10 | 7 | 0 | 3 | 14:6  | 174      |
| 04. | Cercle d'échecs Dudelange             | 10 | 5 | 0 | 5 | 10:10 | 161      |

#### Entscheidungen
|     | Luxemburgischer Meister: Gambit Bonnevoie |
| (M) | Meister der letzten Saison                |

#### Kreuztabelle
| Ergebnisse | Ergebnisse                            | 01. | 02. | 03. | 04. |
| ---------- | ------------------------------------- | --- | --- | --- | --- |
| 01.        | Gambit Bonnevoie                      |     | 14  | 18  | 22  |
| 02.        | De Sprénger Echternach                | 17  |     | 14  | 18  |
| 03.        | Le Cavalier Differdange I. Mannschaft | 14  | 18  |     | 17  |
| 04.        | Cercle d'échecs Dudelange             | 9   | 13  | 15  |     |

### Poule Basse
Während der Abstieg von Perlé schon vorzeitig feststand, entschied sich die Frage nach dem zweiten Absteiger erst in der letzten Runde. Hätte Differdanges zweite Mannschaft in der letzten Runde Belvaux besiegt, so wären Belvaux, Schëffleng und Differdange mit je 8 Punkten gleichauf gelandet, und die Brettpunkte hätten über den Klassenerhalt entschieden. Tatsächlich kam Differdanges zweite Mannschaft nicht über ein Unentschieden hinaus und musste damit absteigen.

#### Abschlusstabelle
| Pl. | Verein                                 | Sp | G | U | V  | MP   | Brett-P. |
| --- | -------------------------------------- | -- | - | - | -- | ---- | -------- |
| 05. | Le Cavalier Belvaux                    | 10 | 4 | 1 | 5  | 9:11 | 155      |
| 06. | Cercle d'échecs Matt Schifflange (N)   | 10 | 4 | 0 | 6  | 8:12 | 158      |
| 07. | Le Cavalier Differdange II. Mannschaft | 10 | 3 | 1 | 6  | 7:13 | 150      |
| 08. | Les pions Perlé (N)                    | 10 | 0 | 0 | 10 | 0:20 | 93       |

#### Entscheidungen
|     | Absteiger in die Promotion d'honneur: Le Cavalier Differdange II. Mannschaft, Les pions Perlé |
| (N) | Aufsteiger der letzten Saison                                                                 |

#### Kreuztabelle
| Ergebnisse | Ergebnisse                             | 05. | 06. | 07. | 08. |
| ---------- | -------------------------------------- | --- | --- | --- | --- |
| 05.        | Le Cavalier Belvaux                    |     | 13  | 16  | 19  |
| 06.        | Cercle d'échecs Matt Schifflange       | 19  |     | 14  | 21  |
| 07.        | Le Cavalier Differdange II. Mannschaft | 16  | 18  |     | 21  |
| 08.        | Les pions Perlé                        | 13  | 11  | 11  |     |

## Die Meistermannschaft
| 1.            | Gambit Bonnevoie |
| Schachfiguren | Fred Berend, Timothy Upton, Elvira Berend, Anthony Wirig, Denis Baudot, Dmitri Goriachnik, Gilles Daubenfeld, Robert Ackermann, Tom Weber, Michail Iwanow, Pierre Blaeser, Francis Schmit, Nico Daubenfeld, Lars-Bo Rasmussen, Pierre Christen, Thomas Pähtz, René Kalmes, Michael Wiedenkeller. |